# 阿尔纳拉
阿尔纳拉（義大利語：Arnara），是意大利弗罗西诺内省的一个市镇。总面积12.33平方公里，人口2416人，人口密度195.9人/平方公里（2009年）。ISTAT代码为060009。